# Caspar Schliederer von Lachen

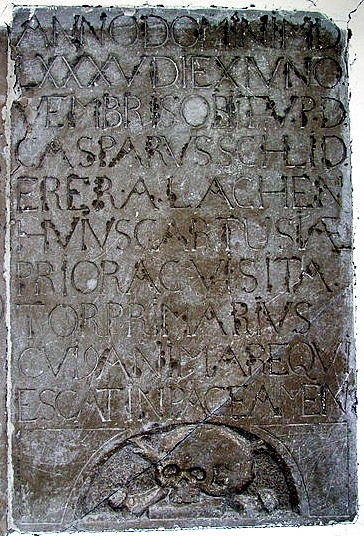
Epitaph des Caspar Schliederer von Lachen, im Kloster Buxheim

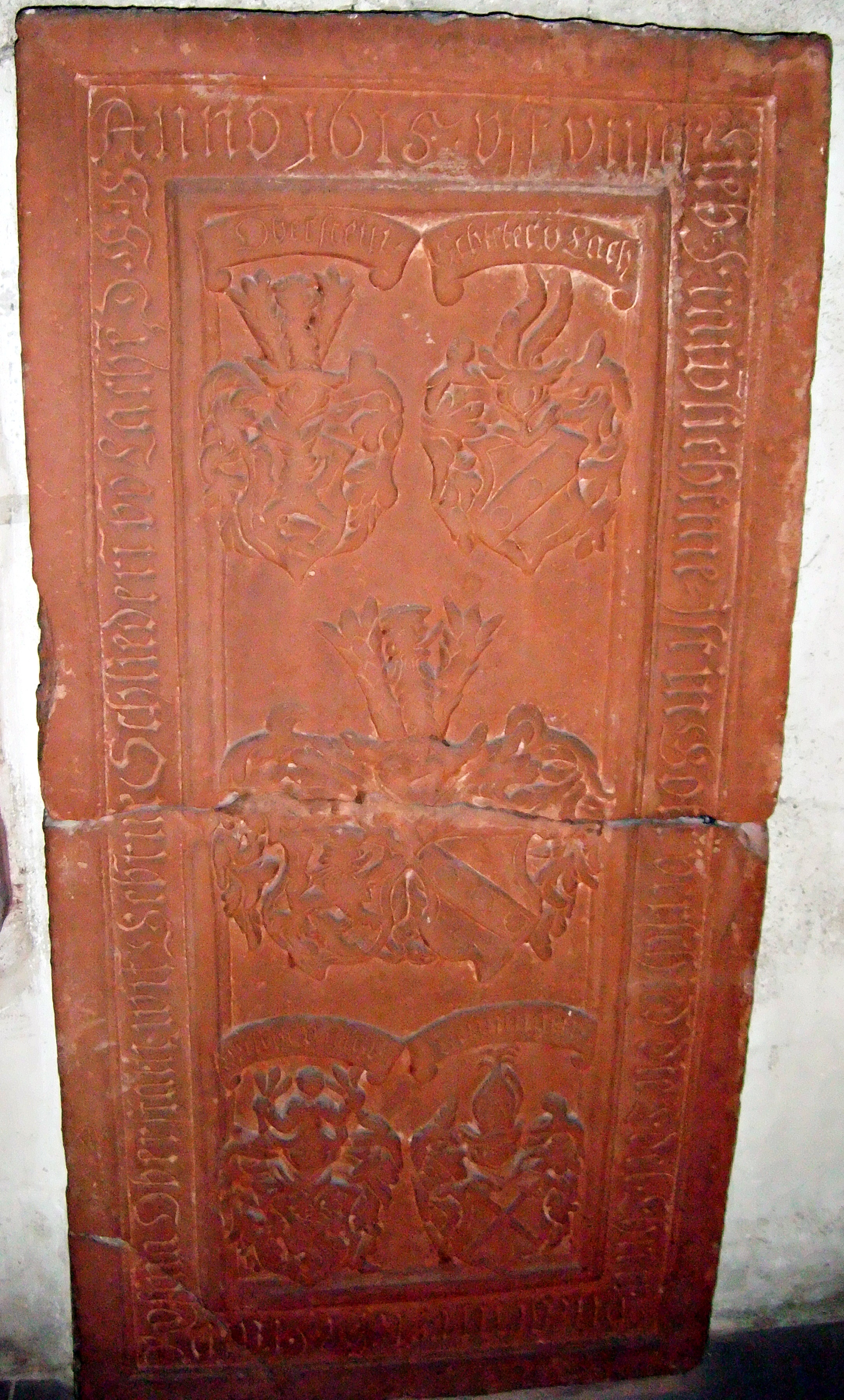
Grabplatte der Schwester Rosina von Oberstein geb. Schliederer von Lachen, Liebfrauenkirche Worms

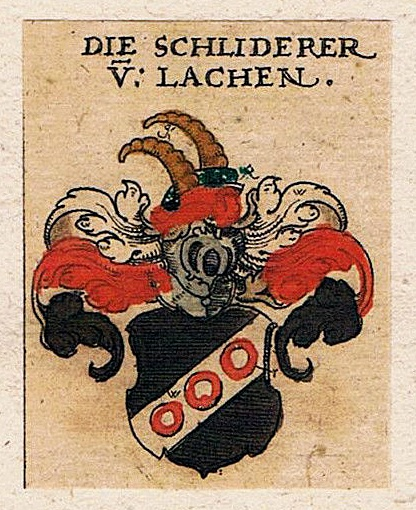
Wappen der Schliederer von Lachen

Caspar Schliederer von Lachen (* um 1530; † 14. November 1585 in Buxheim) war ein adeliger Domherr in den Fürstbistümern Speyer und Augsburg, später Kartäuserprior des Klosters Buxheim, sowie Ordensprovinzial.

## Herkunft und Familie
Er entstammte dem pfälzischen Uradelsgeschlecht der Schliederer von Lachen. Sein Vater Paul Schliederer von Lachen lebte in Deidesheim, stand im Dienste des Speyerer Bischofs und war zweimal verheiratet; erst mit Barbara von Sternenfels, später mit Anna von Venningen. Es ist unklar aus welcher Ehe Caspar Schliederer von Lachen stammt. Des Vaters Urgroßvater, Pallas Schliederer von Lachen (der Ältere), amtierte 1452 in Neustadt an der Weinstraße als kurpfälzer Vizedom und Landvogt des Speyergaues; die Grabplatte seiner Gattin Christina geb. von Eppelsheim († 1439) ist im Paradies der Stiftskirche Neustadt erhalten.
Caspars Bruder Beat Heinrich Schliederer von Lachen fungierte als bischöflich Speyerer Amtmann zu Madenburg und Landeck, dann als Vogt in Bruchsal. Ein anderer Bruder, Wilhelm Schliederer von Lachen (* 1534) stand in bischöflich Augsburgischen Diensten u. a. als langjähriger Statthalter in Dillingen. 1581 bestellte man ihn auf Empfehlung des Päpstlichen Nuntius zum Hofmeister des achtjährigen Prinzen Maximilian von Bayern, dem späteren Kurfürsten Maximilian I. Dieses Amt versah er bis 1587 und übernahm danach die Stellung seines Bruders als Speyerer Vogt im Bruhrain.
Caspars Schwester Rosina Schliederer von Lachen (1544–1615) war verheiratet mit Rudolf von Oberstein, dem Bruder des Speyerer Domdekans Andreas von Oberstein (1533–1603), einem bedeutenden Reformer im Sinne des Konzils von Trient. Sie wurde in der Liebfrauenkirche Worms bestattet, wo noch ihre Wappen-Grabplatte existiert.

## Leben und Wirken
Caspar Schliederer von Lachen wählte den geistlichen Stand. Von 1559 bis 1569 ist er als Domherr in Augsburg belegt, 1562 bis 1569 auch in Speyer, wo er 1565 zum Domkantor avancierte. 
Er war von tiefer Religiosität und verzichtete 1569 auf seine Domherrenstellen sowie deren Einkünfte, um dem Kartäuserorden beizutreten, welcher einer der strengsten Orden ist. Seine Mitglieder leben vegetarisch und dürfen nur zu bestimmten Zeiten sprechen. Schliederer von Lachen trat 1569 in die Kartause Freiburg ein, wo er 1574 Prior wurde. 1575 ernannte man ihn zum Prior der Kartause Buxheim, in welchem Amt er bis zu seinem Tod verblieb. Bald wurde er hier auch Hauptvisitator und Oberer der Ordensprovinz. Er gilt als bedeutender Prior von Buxheim, unter dem das Kloster eine Blütezeit erlebte.
Caspar Schliederer von Lachen starb am 14. November 1585 in der Kartause Buxheim und wurde hier beigesetzt. Seine Epitaphplatte ist dort erhalten. 
Vermutlich unter Schliederers Einfluss wollte auch sein Verwandter, der Speyerer Domdekan Andreas von Oberstein, mehrfach der Welt entsagen und in den Kartäuserorden eintreten (speziell in der Fastenzeit 1574). Er konnte aber immer wieder überredet werden davon Abstand zu nehmen, um weiterhin der Speyerer Kirche zur Verfügung zu stehen.